# Tranås Stadshus Aktiebolag
Tranås Stadshus Aktiebolag är ett svenskt förvaltningsbolag som agerar moderbolag för de verksamheter som Tranås kommun har valt att driva i aktiebolagsform. Bolaget ägs helt av kommunen.

## Bolag
Källa: 
- Aktiebolaget Tranåsbostäder
- Tranås Energi Aktiebolag